# Olga Alexandrowna Sadowskaja

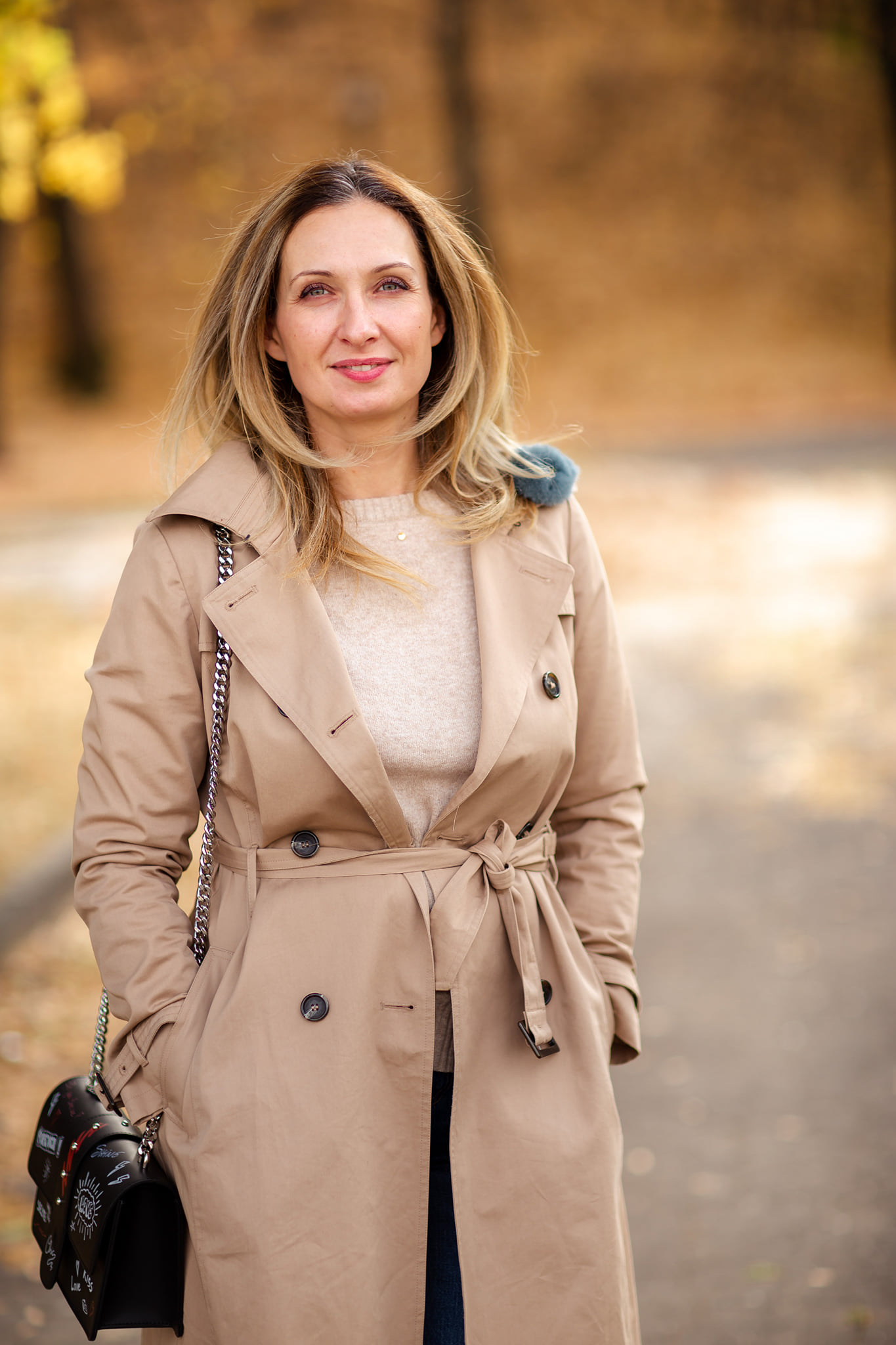
Porträt von Olga Sadowskaja im Jahr 2020

Olga Alexandrowna Sadowskaja (russisch Ольга Александровна Садовская; * 25. Oktober 1980 in Gorki, RSFSR, UdSSR) ist eine russische Juristin, Menschenrechtsaktivistin, stellvertretende Vorsitzende und Leiterin der Abteilung für internationalen Rechtsschutz des Komitees gegen Folter, einer russischen Menschenrechtsorganisation, die sich mit der öffentlichen Untersuchung von Folterfällen in Russland beschäftigt.
Seit 2004 ist sie Mitautorin alternativer Berichte im UN-Ausschuss gegen Folter. Seit 2018 ist sie Mitglied des Vorstands der Weltorganisation gegen Folter. Seit 2021 ist sie Mitglied des Vorstands der Konferenz der internationalen Nichtregierungsorganisationen des Europarats. Seit 2022 ist sie Mitglied des Rates russischer Menschenrechtsverteidiger.

## Leben
2003 absolvierte Olga Sadowskaja die Lobatschewski-Universität in Nischni Nowgorod mit einem Abschluss in Internationalem Öffentlichen Recht und verteidigte die erste in Russland verfasste Diplomarbeit über das Verbot von Folter und die Praxis des Europäischen Gerichtshofs für Menschenrechte zu diesem Thema.
2004 schloss sie ein Studium an der Universität von Amsterdam ab und erwarb einen LLM-Abschluss (Master of Law) in International Human Rights Law.

## Tätigkeit als Menschenrechtlerin
2002 wurde Olga Sadowskaja ehrenamtlich im Komitee gegen Folter (heute Team gegen Folter) tätig. Ab 2003 begann sie, in der Organisation als Juristin zu arbeiten. Sie führte analytische Untersuchungen über Folter in Russland durch, beschäftigte sich mit Fällen vor dem Europäischen Gerichtshof für Menschenrechte und untersuchte die Fallführung vor internationalen Gremien.
Seit 2004 ist Olga Sadowskaja Mitautorin alternativer Berichte im UN-Ausschuss gegen Folter zur Einhaltung des Übereinkommens gegen Folter und andere grausame, unmenschliche oder erniedrigende Behandlung oder Strafe.
2009 hielt sie einen Vortrag über Menschenrechtsfragen an der Lobatschewski-Universität Nischni Nowgorod.
2009 nahm Olga Sadowskaja an der internationalen Menschenrechtskonferenz des Human Rights Documentation Center HURIDOCS in Genf teil und präsentierte Informationen zur Situation der Folterprävention in Russland.
Von 2016 bis 2019 war sie Mitglied der Öffentlichen Aufsichtskommission zum Schutz der Menschenrechte an Orten der Zwangsverwahrung der Region Nischni Nowgorod.
2017 nahm sie an der internationalen Konferenz “Defending Dissent. Civil Society and Human Rights in the Global Crackdown” des Robert L. Bernstein Institute for Human Rights an der New York University School of Law teil.
Am 28. März 2019 nahm sie an der internationalen Konferenz “Verbrechen gegen die Menschenwürde: Zusammenspiel internationaler und nationaler Schutzmechanismen” teil, die vom Europarat, der Föderalen Rechtsanwaltskammer der Russischen Föderation und der Internationalen Juristenkommission in Moskau organisiert wurde. Auf dieser Konferenz sprach Olga über die Notwendigkeit, Folter im nationalen Recht zu verbieten.
Von 2021 bis 2022 unterrichtete sie im Rahmen des Oak Human Rights Fellowship-Programms am Colby College in Waterville, Vereinigten Staaten, die beiden Kurse „Freiheitsentzug und Menschenrechte“ und „Der Europäische Gerichtshof als Trendsetter für globale Menschenrechtsstandards“.
2023 wurde Olga Sadowskaja die einzige Mitautorin der zweiten Ausgabe des Istanbul-Protokolls aus der Russischen Föderation.
Im Oktober 2023 fungierte Olga Sadowskaja als Trainerin für das Human Rights Documentation System HURIDOCS und leitete Schulungen zu den Standards des Europäischen Gerichtshofs für Menschenrechte für Juristen, Mitarbeiter der Strafverfolgungsbehörden und der Staatsanwaltschaft.

### Wegweisende Fälle vor dem EGMR
Von 2002 bis 2015 reichten Olga und ihre Kollegen vom Komitee gegen Folter 84 Beschwerden beim Europäischen Gerichtshof für Menschenrechte ein, erreichten Verurteilungen wegen Folter für über hundert Polizeibeamte und Entschädigungen in Höhe von fast 46 Millionen Rubel (700.000 US-Dollar) für die Opfer. Darüber hinaus organisierte die Organisation die Evakuierung von Folteropfern aus Tschetschenien.
2018 wurden mit dem Fall Mihejew und dem Fall Ljapin zwei Fälle, die von den Anwälten des Komitees gegen Folter geführt wurden, in die Sammlung “Präzedenzfälle des Europäischen Gerichtshofs für Menschenrechte: 20 wichtigsten Fälle, die das russische Rechtssystem verändert haben” aufgenommen.
Olga Sadowskaja vertrat persönlich die Interessen von mehr als 300 Folteropfern vor dem Europäischen Gerichtshof.

#### Lapunow gegen Russland
Am 15. März 2017 wurde Maxim Lapunow von der Polizei in Grosny festgenommen und in ein Polizeirevier gebracht, wo er gefoltert wurde. Im Mai 2019 reichte Lapunow eine Beschwerde beim EGMR ein, in der er behauptete, dass sein Fall von den russischen Behörden unangemessen untersucht worden sei. Vor dem EGMR wurde er von Olga Sadowskaja vertreten. Am 12. September 2023 entschied der EGMR, dass der Beschwerdeführer „von staatlichen Agenten unrechtmäßig festgenommen und Misshandlungen ausgesetzt wurde“, die „das Ausmaß von Folter erreichten“ und ausschließlich „aufgrund seiner sexuellen Orientierung“ begangen wurden, und sprach ihm eine Entschädigung für immateriellen Schaden in Höhe von 52.000 Euro zu.

#### Tepsurkajew gegen Russland
Am 6. September 2020 wurde Salman Tepsurkajew in Gelendschik entführt und gefoltert. Augenzeugen berichteten, dass die Entführer sich als Mitarbeiter des Innenministeriums auswiesen. Im Oktober 2021 entschied der Europäische Gerichtshof für Menschenrechte nach Prüfung des Falls, dass die russischen Behörden für die Verletzung der Artikel 3 und 5 der Konvention zum Schutz der Menschenrechte, „Verbot der Folter“ und „Recht auf Freiheit und Sicherheit“, verantwortlich seien, indem sie Herrn Tepsurkajew als Opfer von Entführung und Folter anerkannten und seiner Ehefrau, die als Geschädigte anerkannt wurde, eine Entschädigung zusprachen.

„Der EGMR hat festgestellt, dass Salman Opfer von Entführung und Folter durch staatliche Agenten, also tschetschenische Sicherheitskräfte, geworden ist. Ihm wurde rechtswidrig die Freiheit entzogen und er wurde grausamer und erniedrigender Behandlung ausgesetzt, die auf Video festgehalten wurde. Das Gericht stellte fest, dass der Staat Salman nicht geschützt habe"“

#### Nowosjolow gg. Russland
Am 27. April 2004 wurde Alexander Nowosjolow, Einwohner von Nischni Nowgorod, von Polizeibeamten entführt und Folter ausgesetzt, um Aussagen über ein Attentat auf Oleg Sorokin, den damaligen Geschäftsführer der Unternehmensgruppe “Stolitsa Nizhny”, zu erzwingen. Nowosjolow reichte eine Strafanzeige bei der Staatsanwaltschaft ein, aber die Ermittlungsbehörde lehnte nach einer Überprüfung des Verbrechensberichts ab, ein Strafverfahren gegen die Polizisten einzuleiten.
Die Staatsanwaltschaft kam zu dem Schluss, dass es sich bei dem Vorfall im Wald um ein operatives Experiment handelte, das von Mitarbeitern des Innenministeriums der Region Nischni Nowgorod durchgeführt wurde. Im Mai 2005 wandte sich Nowosjolow an das Komitee gegen Folter. Am 24. Dezember 2005 reichten die Anwälte des Komitees gegen Folter im Interesse von Alexander Nowosjolow eine Beschwerde beim EGMR ein, die 2008 zur Prüfung angenommen wurde. Am 28. November 2013 erkannte der EGMR an, dass Nowosjolow von Vertretern des Staates gefoltert wurde und die Untersuchung dieses Vorfalls durch die Staatsanwaltschaft “oberflächlich” und “formalistisch” war. Der Europäische Gerichtshof verpflichtete Russland, Nowosjolow 27.500 Euro zu zahlen.

#### Anoschin gegen Russland
Im Juli 2002 wurde Alexander Anoschin in ein Ausnüchterungszentrum des Bezirks Sowjetski von Nischni Nowgorod gebracht, wo er am selben Tag an Asphyxie starb. Ein Strafverfahren wurde eröffnet, da sich herausstellte, dass der Mann sich die Verletzungen nicht selbst zugefügt haben konnte. Im Februar 2004 wandte sich Jelena Anoschina, die Schwester des Verstorbenen, an das Komitee gegen Folter. Als Ergebnis leitete die Staatsanwaltschaft ein Verfahren gemäß Teil 4 des Artikel 111 des Strafgesetzbuches ein (schwere Körperverletzung, die versehentlich zum Tod des Opfers führte). Das Verfahren wurde 13 Mal ausgesetzt.
2005 reichten Menschenrechtler eine Beschwerde beim EGMR ein, und es wurden Verdächtige identifiziert – die Polizisten Alexei Maslow, Jewgeni Agejew und Andrej Antonow. 2008 verurteilte das russische Gericht Maslow zu 14 Jahren Haft nach Artikel 105 des Strafgesetzbuches der Russischen Föderation (Mord) und Teil 3 des Artikel 286 des Strafgesetzbuches der Russischen Föderation (Amtsmissbrauch mit Anwendung von Gewalt). Das Verfahren gegen Agejew und Antonow, die gemäß Teil 2 des Artikel 293 des Strafgesetzbuches der Russischen Föderation (Fahrlässigkeit, die zum Tod des Opfers führte) angeklagt waren, wurde aufgrund der Verjährung eingestellt. Am 26. März 2019 sprach der EGMR Jelena Anoschina eine Entschädigung in Höhe von 36.600 Euro zu und stellte fest, dass die Russische Föderation Alexander Anoschins Recht auf Leben verletzt habe und die Ermittlungen zu seinem Mord ineffektiv durchgeführt worden seien.

#### Dmitrijewski gg. Russland
In den mittleren 2000er Jahren leitete Dmitrijewski die Organisation “Gesellschaft der russisch-tschetschenischen Freundschaft”, die Menschenrechtsverletzungen im Nordkaukasus überwachte. Er war auch Chefredakteur der Zeitung “Pravo-saschita” (deutsch: Rechtsschutz), die hauptsächlich in seiner Heimatstadt Nischni Nowgorod mit einer Auflage von 5.000 Exemplaren verbreitet wurde.
2004 veröffentlichte die Zeitung die Appelle der tschetschenischen Separatistenführer Ahmed Sakajew und Aslan Maschadow. In diesen Texten warfen sie der russischen Führung vor, Krieg und Terror in Tschetschenien zu entfachen. Im Januar 2005 leitete die Staatsanwaltschaft von Nischni Nowgorod ein Strafverfahren gegen Dmitrijewski wegen Aufrufs zu extremistischen Handlungen (Artikel 280 des Strafgesetzbuches der Russischen Föderation) ein und fand in diesen Materialien Aufrufe zum gewaltsamen Sturz der verfassungsmäßigen Ordnung. Später wurde die Straftat auf Anstiftung zu Hass oder Feindseligkeit (Artikel 282 des Strafgesetzbuches der Russischen Föderation) umgestuft. Im Februar 2006 verurteilte das Sowjetische Stadtgericht von Nischni Nowgorod Dmitrijewski zu zwei Jahren auf Bewährung mit einer Bewährungszeit von vier Jahren. Im selben Jahr wandte sich Dmitrijewski an den EGMR. Das Verfahren wurde nach Einreichung einer Beschwerde wegen eines Verstoßes gegen Artikel 10 der Europäischen Menschenrechtskonvention über die Freiheit der Meinungsäußerung sowie Verstöße gegen Artikel 6 und 13 eingeleitet, die sich auf ein faires Verfahren und wirksame Rechtsbehelfe beziehen. Am 3. Oktober 2017 entschied der EGMR, dass in den Veröffentlichungen von Dmitrijewski keine Aufrufe zum Sturz der Ordnung oder zur Anstiftung zu zwischenstaatlicher Feindseligkeit vorlagen, und sprach ihm eine Entschädigung in Höhe von 13.600 Euro zu. Zum ersten Mal fällte der EGMR ein Urteil in einem Strafverfahren wegen Extremismus in Russland.

#### A. gegen Russland
Das Verfahren wurde durch eine Beschwerde eingeleitet, die am 14. April 2009 von einer russischen Staatsbürgerin gegen die Russische Föderation gemäß Artikel 34 der Konvention zum Schutz der Menschenrechte und Grundfreiheiten beim Europäischen Gerichtshof für Menschenrechte eingereicht wurde. Der Vorsitzende der Sektion gewährte der Klägerin die Anonymität. Anfangs wurde die Beschwerdeführerin von ihrer Mutter vertreten, dann von Olga Sadowskaja. Die Beschwerdeführerin behauptete, dass die russischen Behörden ihre durch die Konvention gewährten Rechte verletzt hätten, indem sie 2008 den gewaltsamen Vorfall der Festnahme ihres Vaters in ihrer Anwesenheit (sie war damals 9 Jahre alt) durchgeführt hätten. 2019 erklärte der EGMR diese Beschwerde für zulässig und stellte fest, dass in diesem Fall ein Verstoß gegen Artikel 3 der Konvention in materieller und verfahrensrechtlicher Hinsicht vorliege, und sprach eine Entschädigung in Höhe von 25.000 Euro für immateriellen Schaden zu.

#### S. K. gegen Russland
Das Verfahren wurde durch eine Beschwerde eingeleitet, die 2012 beim EGMR gegen die Russische Föderation eingereicht wurde. Die Beschwerdeführerin, zum Zeitpunkt der Ereignisse eine 20-jährige werdende Mutter, wurde von ihren Eltern gezwungen, ihre Schwangerschaft abzubrechen, nachdem ihr Partner und der zukünftige Vater des Kindes wegen des Verdachts einer schweren Straftat festgenommen worden war. Der medizinische Eingriff wurde vom diensthabenden Arzt des staatlichen Krankenhauses durchgeführt. 2022 entschied das Gericht, dass der beklagte Staat seiner Verpflichtung zur ordnungsgemäßen Untersuchung des Vorfalls nicht nachgekommen und unmittelbar für den Vorfall verantwortlich sei, und sprach der Beschwerdeführerin eine Entschädigung in Höhe von 19.500 Euro zu.

#### W. K. gegen Russland
Der Kläger behauptete, dass er im Alter von 4 Jahren von Erziehern eines staatlichen Kindergartens misshandelt worden sei. Medizinische Sachverständige stellten einen ursächlichen Zusammenhang zwischen der Misshandlung im Kindergarten und der aktuellen neurologischen Störung des Klägers fest. 2017 entschied der EGMR, dass ein Verstoß gegen Artikel 3 der Konvention in materieller Hinsicht aufgrund der Misshandlung des Beschwerdeführers durch die Erzieher des staatlichen Kindergartens vorliege, und entschied außerdem, dass ein Verstoß gegen Artikel 3 der Konvention in verfahrensrechtlicher Hinsicht vorliege, da die Behörden es versäumt hätten, eine wirksame Untersuchung der Beschwerde des Beschwerdeführers über die Misshandlung durchzuführen. Der EGMR verpflichtete Russland zur Zahlung von 3.000 Euro für materiellen Schaden und 25.000 Euro für immateriellen Schaden.

#### Al-Tbahi gegen Russland
Wisam Al-Tbahi wurde am 26. Oktober 2018 in Nischni Nowgorod festgenommen und in Abschiebehaft isoliert. Der Palästinenser Wisam Al-Tbachi erwarb 2001 die russische Staatsbürgerschaft und änderte offiziell die erforderlichen Dokumente rechtzeitig. 2017 erklärte die Föderale Migrationsbehörde aufgrund von Verstößen bei der Beantragung des russischen Passes das Dokument für ungültig und zog seinen Reisepass ein. Das Gericht entzog Al-Tbahi schließlich die russische Staatsbürgerschaft.
Al-Tbahi wurde der Wiedererwerb der Staatsbürgerschaft verweigert und es wurde beschlossen, ihn zur “Sicherheit des Staates” abzuschieben und für 30 Jahre die Einreise zu verweigern. Al-Tbahi konnte diese Entscheidungen nicht vor den Gerichten der Russischen Föderation anfechten. 2019 wurde Al-Tbahi aus Russland abgeschoben. In diesem Vorfall sahen die Anwälte des Komitees gegen Folter eine Reihe grober Verstöße gegen mehrere Artikel der Europäischen Konvention, weshalb eine Beschwerde beim EGMR eingereicht wurde.
2022 entschied der EGMR, dass ein Verstoß gegen Artikel 8 der Konvention vorliege und verurteilte Russland zur Zahlung von 7.500 Euro an Al-Tbahi für den ihm zugefügten immateriellen Schaden.

#### Adschigitowa gegen Russland
Am 4. Juni 2005 griffen etwa hundert unbekannte Militärangehörige des Verteidigungsministeriums der Russischen Föderation, die in Tschetschenien stationiert waren, Bewohner des Dorfes Borosdinowskaja im Bezirk Schelkowski der Tschetschenischen Republik an. Später gaben die Behörden der Republik Tschetschenien offiziell zu, dass Soldaten des Bataillons Wostok des Verteidigungsministeriums Russlands an der Operation beteiligt waren.
Zu diesem Zeitpunkt wurde das Bataillon vom ‘Helden der Russischen Föderation’ Sulim Jamadajew kommandiert. 2007 wurde im Namen von 96 Bewohnern von Borosdinowskaja eine Beschwerde beim EGMR eingereicht, zusammengeführt mit einer anderen Beschwerde ihrer Mitbürger. Als Kläger traten demnach 126 Bürger der Russischen Föderation auf, die zwischen 1930 und 2014 geboren wurden. Sie behaupteten, dass das Militär rechtswidrig ihre Häuser durchsucht und die Bewohner verhaftet, misshandelt und getötet habe.
Darüber hinaus wurden nach Angaben der Kläger vier Häuser niedergebrannt und elf Männer entführt. Zudem sprachen die Kläger von Diskriminierung aufgrund ihrer ethnischen Zugehörigkeit (Awar) und erklärten, dass durch die russischen Behörden keine wirksame Untersuchung des Vorfalls durchgeführt worden sei. 97 Kläger wurden von den Anwälten des Komitees gegen Folter Olga Sadowskaja und R. Radschabow vertreten. Der EGMR entschied, dass die folgenden Artikel der Europäischen Konvention zum Schutz der Menschenrechte verletzt wurden: Artikel 2 (Recht auf Leben), Artikel 3 (Verbot der Folter und unmenschlicher oder erniedrigender Behandlung), Artikel 8 (Recht auf Achtung des Privat- und Familienlebens), Artikel 13 (Recht auf einen wirksamen Rechtsbehelf), Artikel 14 (Verbot der Diskriminierung) sowie Artikel 1 des Zusatzprotokolls zur Konvention (Schutz des Eigentums).
Darüber hinaus stellte der EGMR einen Verstoß gegen Artikel 38 (Prüfung der Rechtssache) durch die russischen Behörden fest. Die Gesamtentschädigungssumme für die Opfer betrug 1.842.000 Euro.

## Auszeichnungen

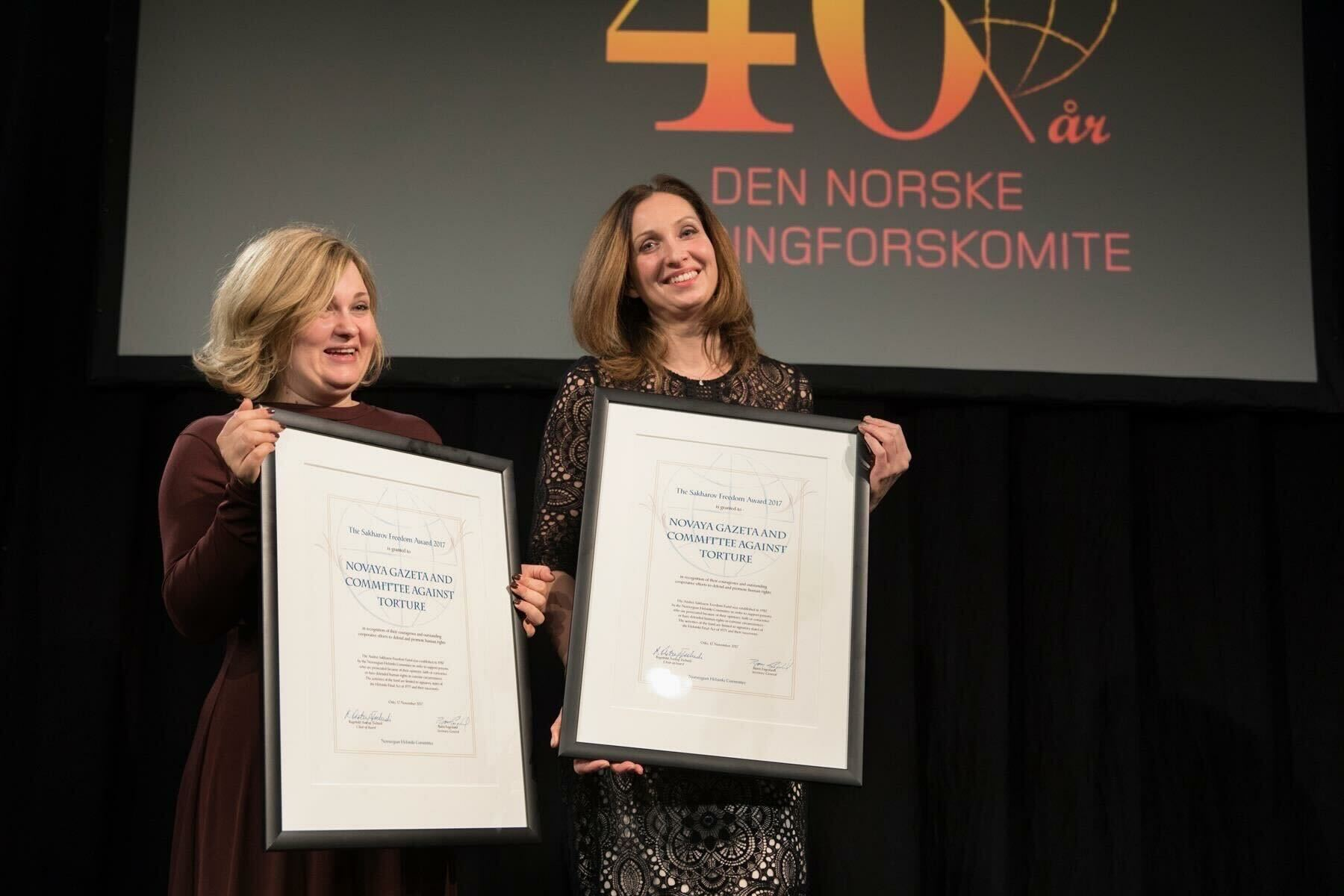
2017 erhielt Olga im Namen des Komitees gegen Folter den Andrei-Sacharow-Freiheitspreis des Norwegischen Helsinki-Komitees für ihre herausragenden Bemühungen zur Bekämpfung von Folter in Russland

2017 erhielt Olga im Namen des Komitees gegen Folter den Andrei-Sacharow-Freiheitspreis des Norwegischen Helsinki-Komitees für ihre herausragenden Bemühungen zur Bekämpfung von Folter in Russland.
2018 wurden Olga Sadowskaja, die Journalistin der Zeitung “Nowaja Gaseta” Jelena Milaschina und die Gründerin des Menschenrechtszentrums “Memorial” Swetlana Gannuschkina für den Friedensnobelpreis nominiert. Ihre Nominierung erfolgte durch Petter Eide, einen Abgeordneten der Sozialistischen Linkspartei Norwegens. Auch die Vorsitzende der Moskauer Helsinki-Gruppe, Ljudmila Alexejewa, stand auf der Liste.
2023 erhielt sie den Preis der Moskauer Helsinki-Gruppe für ihre Verdienste zum Schutz der Rechte von Gefangenen und anderen gefährdeten Gruppen.

## Druck und Drohungen
Am 6. Juni 2011 erhielt Olga Sadowskaja eine Benachrichtigung, dass alle ihre Kreditkarten aufgrund verdächtiger Transaktionen gesperrt wurden. Am 8. Juni wurde Olga Sadowskaja in die Staatsanwaltschaft des Gebiets Nischni Nowgorod vorgeladen, um mit dem Ersten Stellvertreter des Leiters der Oberstaatsanwaltschaft ein Gespräch über das EU-Russland-Zivilgesellschaftsforum zu führen, in dessen Koordinierungsrat sie Mitglied war.
Am selben Tag wurden die Nummernschilder ihres Autos von Unbekannten entfernt. Sadowskaja bewertete diese Ereignisse als “lokale Übertreibungen” im Vorfeld des EU-Russland-Gipfels, der am 9. Juni 2011 in Nischni Nowgorod eröffnet wurde. Parallel zum offiziellen Gipfel plante der Koordinierungsrat des EU-Russland-Zivilgesellschaftsforums eine Pressekonferenz, an der Olga Sadowskaja teilnehmen sollte. Die Veranstaltung war für den 9. Juni im Büro der Nachrichtenagentur “Rosbalt” in Nischni Nowgorod geplant, aber am Vorabend lehnte “Rosbalt” deren Durchführung ab. Am 21. Juni 2011, vor Olga Sadowskajas Reise nach Straßburg, wurden alle Zäune in der Nähe ihres Hauses mit Beleidigungen und Drohungen gegen Sadowskaja beschmiert.
Am 28. April 2023 führten Polizeibeamte am Morgen Hausdurchsuchungen bei Juristen der Menschenrechtsorganisation Team gegen Folter, einschließlich Olga Sadowskaja, in Nischni Nowgorod durch. Die Durchsuchungen standen im Zusammenhang mit einem Strafverfahren, das gegen einen Antragsteller des Teams gegen Folter eingeleitet wurde.